# Elmohardyia costaricana
Elmohardyia costaricana är en tvåvingeart som beskrevs av José Albertino Rafael och Da S. Menezes 1999. Elmohardyia costaricana ingår i släktet Elmohardyia och familjen ögonflugor. Inga underarter finns listade i Catalogue of Life.